# Christos Volikakis
Jristos Volikakis –em grego, Χρήστος Βολικάκης– (Volos, 25 de março de 1988) é um desportista grego que compete no ciclismo na modalidade de pista, especialista nas provas de velocidade e keirin.
Ganhou uma medalha de bronze no Campeonato Mundial de Ciclismo em Pista de 2008 e quatro medalhas no Campeonato Europeu de Ciclismo em Pista entre os anos 2011 e 2019. Nos Jogos Europeus de 2019 obteve duas medalhas de ouro, na carreira de scratch e em pontuação.

## Medalheiro internacional
| Campeonato Mundial | Campeonato Mundial         | Campeonato Mundial | Campeonato Mundial    |
| Ano                | Lugar                      | Medalha            | Competição            |
| ------------------ | -------------------------- | ------------------ | --------------------- |
| 2008               | Manchester ( Reino Unido)  | Medalha de bronze  | Keirin                |
| Jogos Europeus     |                            |                    |                       |
| Ano                | Lugar                      | Medalha            | Competição            |
| 2019               | Minsk ( Bielorrússia)      | Medalha de ouro    | Scratch               |
| 2019               | Minsk ( Bielorrússia)      | Medalha de ouro    | Pontuação             |
| Campeonato Europeu |                            |                    |                       |
| Ano                | Lugar                      | Medalha            | Competição            |
| 2011               | Apeldoorn ( Países Baixos) | Medalha de prata   | Keirin                |
| 2012               | Panevėžys ( Lituânia)      | Medalha de bronze  | Velocidade individual |
| 2016               | Saint-Quentin ( França)    | Medalha de prata   | Eliminação            |
| 2019               | Apeldoorn ( Países Baixos) | Medalha de prata   | Scratch               |